# Blaastrio voor dwarsfluit, klarinet en fagot
Het Blaastrio voor dwarsfluit, klarinet en fagot is een compositie van Finn Arnestad. Het is een werk in de categorie Thema met variaties. Maar daarbinnen is er bijzonderheid dat alle drie de muziekinstrumenten hun eigen thema’s(trippelthema) hebben en die thema’s ook nog in verschillende maatsoorten spelen. De dwarsfluit speelt een vierkwartsmaat, de klarinet een driekwartsmaat en de fagot een tweekwartsmaat. De muziek van de dwarsfluit en fagot komt dus regelmatig samen, maar de onruststoker is de klarinet, die maar eens in de 4 maten (voor hem) samenkomt met de andere twee. Dat Arnestad ook oog had voor traditie blijkt uit de Variatie III, dat een fuga is, maar die fuga heeft net als deel 1 voor de verschillende instrumenten een verschillende maatsoort.
Het thema met drie variaties wordt in de partituur aangeduid met 
1. Thema
2. Variatie I (in andante espressivo cantabile)
3. Variatie II (in allegro)
4. Variatie III (in fuga duplex).

## Discografie
- Uitgave Aurora: Andrew Cunninham (fluit), Hans Christian Braein (klarinet), Eirik Birkeland (fagot)